# Blow (duet muzyczny)
Blow – polski duet muzyczny, powstał w 2009 roku Warszawie z inicjatywy wokalistki i autorki tekstów Barbary „Flow” Adamczyk i producenta muzycznego Mikołaja „Świętego” Jarząbka. Muzyka wykonywana przez Blow to pogranicze hip-hopu, soulu i R&B. Latem 2009 roku duet podpisał kontrakt z wytwórnią muzyczną Alkopoligamia.com. 
13 sierpnia 2009 roku został opublikowany pierwszy singel Blow pt. Co robić, co. 15 września odbyła się premiera pierwszego teledysku formacji do utworu pt. "Lekkość bytu". Obraz został wyreżyserowany przez Jacka Taszakowskiego, zdjęcia wykonał Alex Pavlovic, całość zmontował Wojtek Ehrlichman. Teledysk został nakręcony na warszawskiej Woli oraz w okolicach studia LWW. 4 grudnia 2009 roku Barbara "Flow" Adamczyk wystąpiła w programie Dzień Dobry TVN emitowanym na antenie stacji telewizyjnej TVN. 
Na początku lutego 2010 roku został opublikowany trzeci utwór pt. „Zaciśnięte Pięści”, zwiastujący debiutancki album duetu. Kompozycja została opublikowana na profilu YouTube wytwórni Alkopoligamia.com. Premierze towarzyszyła ponadto sesja zdjęcia Flow autorstwa Joanny Szutkowskiej. Następnie 10 lutego zespół wystąpił w warszawskim klubie MonoBar. Debiut płytowy Blow zatytułowany Jeśli czujesz ukazał się 16 listopada.

## Dyskografia
Albumy studyjne
| Tytuł         | Dane dot. albumu                                       |
| ------------- | ------------------------------------------------------ |
| Jeśli czujesz | - Data: 16 listopada 2010 - Wydawca: Alkopoligamia.com |

Kompilacje
| Album                    | Rok  | Utwór                            | Źródło |
| ------------------------ | ---- | -------------------------------- | ------ |
| JuNouMi Records EP Vol.4 | 2010 | "Przysięgam! (gościnnie: Mi-La)" | [ 14 ] |

## Teledyski
| Tytuł                     | Rok  | Reżyseria/Realizacja                                | Album         | Źródło |
| ------------------------- | ---- | --------------------------------------------------- | ------------- | ------ |
| "Lekkość bytu"            | 2009 | Jacek Taszakowski, Alex Pavlovic, Wojtek Ehrlichman | Jeśli czujesz | [ 8 ]  |
| "Jeśli czujesz... flow !" | 2010 | Filip Kabulski                                      | Jeśli czujesz | [ 15 ] |